# Joseph M. Scriven
Joseph Medlicott Scriven (Banbridge, Írország, 1819. szeptember 10. – Port Hope, Ontario, Kanada, 1886. augusztus 10.)  ír költő, aki az egyik legismertebb újkori keresztyén himnusz, az "Ó, mily hű barátunk Jézus" szerzőjeként ismert.

## Élete
Joseph M. Scriven 1819-ben született egy jómódú írországi családban Banbridge-ben, Down megyében. Dublinban a Trinity College-ben szerzett diplomát 1842-ben. Az ezt követő évben jegyezte el menyasszonyát, aki azonban az esküvő előtti napon lovas baleset miatt vízbe fulladt. 1845-ben, 25 éves korában, elhagyta szülőhazáját és Kanadába vándorolt ki. Ekkor az ontáriói Woodstock nevű faluban telepedett le. Az ország elhagyásának valószínűleg két oka lehetett: a Keresztyén Testvérgyülekezet (Plymouth Brethren) indíttatására melyhez ekkor csatlakozott, illetve a családjával megromló kapcsolat miatt is. Első alkalommal csak rövid ideig maradt Kanadában egy betegség miatt, de 1847-ben véglegesen kint maradt.
1855-ben már az ontáriói Bewdley-ban, Port Hope-tól északra élt James Sackville-lel, barátjával, mikor arról kapott hírt, hogy édesanyja súlyos beteg lett. Levelében egy vers is volt, mellyel édesanyját bátorította, hogy "Szüntelenül Imádkozzatok". Később Charles Crozat Converse megzenésítette a verset és "Ó, mily hű barátunk Jézus" címmel ismert himnusz lett. Scriven-nek soha nem állt szándékában, hogy ezt aművét kiadja vagy terjessze, mégis az egyik legelterjedtebb modern himnusz lett és keresztyének milliói éneklik szerte a világon.
1857-ben Port Hope-ba költözött, ahol újra szerelmes lett, de 1860 augusztusában menyasszonya hirtelen megbetegedett tüdőgyulladásban és meghalt.
Egész életét Isten szolgálatának szentelte: igét hirdetett, gyerekeket korrepetált, tanított, rászorulóknak segített ház körüli munkákban (pl. tűzifa fűrészelés). A vasúti építkezéseken az ott dolgozóknak a Bibliából olvasott. Az emberek szerették őt szelídsége, igazságszeretetet és segítőkészsége miatt.
1869-ben Scriven megjelentetett egy gyűjteményt "Himnuszok és más versek" címmel, mely 115 költeményt tartalmazott, de nem volt benne az "Ó mily hű barát a Jézus".
Scriven 1886-ban, 66 évesen halt meg, halálának oka fulladás volt. Nem ismert pontosan, hogy baleset érte vagy öngyilkos lett. A halála előtti napokban beteg volt és valószínűleg a forró augusztusi éjszakán szeretett volna megfürödni a közeli tóban, de elájulhatott. Egy barátja így emlékezett vissza: "Éjfél körül hagytuk magára. Én a szomszéd szobában voltam, nem aludtam, hanem ébren voltam és vártam. El tudja képzelni, mennyire meglepődtem, mikor átmentem később és üresen találtam a szobáját. Mindenhol kerestük, de nem találtuk nyomát, majd csak kicsivel dél után találtuk meg a vízben, a part közelében, de a teste akkor már élettelen volt és hideg." Második menyasszonya mellé temették el Bewdley-ben.

## Emlékezete
Egy magas obeliszket emeltek sírja fölé, melyen ének idézet és a következő felirat található:

Ezt az emlékművet Joseph Scriven, B. A., emlékére emelték himnuszának szerelmesei, amely fel van vésve ide, és ez legszebb emléke. Született Seapatrick, Down megye, Írország, 1819. szept.10., kivándorolt Kanadába 1844-ben. Elhunyt Bewdley-ben, a Rice-tóban 1886. augusztus 10-én, itt van eltemetve. Boldogok a tiszta szívűek, mert ők meg fogják látni az Istent.

Egy emléktábla található a Port Hope-Peterborough autópálya mellett a következő felirattal:

Négy mérföldre északra, a Pengally temetőben fekszik az emberbarát és szerzője annak a remekműnek melyet Port Hope-ban írt 1857-ben. A megzenésítés Charles C. Converse, egy jól képzett, sokoldalú, sikeres keresztény zeneszerző nevéhez köthető, akinek a tehetsége túlmutatott a professzionális zenén. Karl Reden néven számos szakmai cikket írt sok témában. Habár kiváló zenész és zeneszerző volt, és sok a művét adták elő híres amerikai kórusok még életében, mégis legemlékezetesebb műve egy egyszerű dallam ami jól illeszkedik Scriven szövegéhez.

Egy cikk jelent meg a Banbridge-i Krónikában a néhai J. Harris Rea tollából, aki egy jól ismert helyi történész.

Joseph Scriven úgy ismert mint az a keresztyén aki szolgál társai felé. A Ballymoney házban született Banbridge-ben, és 1819. szeptember 10-én keresztelték meg. Keresztelési anyakönyvi bejegyzése a seapatrick-i Parish templomban található, Banbridge-ben, az írországi Down megyében, ahol édesapja John Scriven a királyi haditengerészet kapitánya kétszer volt templomi gondnok. Édesanyja, Jane Medlicott, wiltshire-i plébános, a Joseph Medlicott testvére volt. Joseph Scriven-t Mr. Leslie keresztelte meg és a keresztelési bejegyzést Jame McCreight írta alá mint segédlelkész.

Egy emlékművet emeltek a Downshire téren a Banbridge-i Kerületi Tanács, illetve egy ólomüveg ablakot is ajánlottak fel Scriven tiszteletére, a felajánlást Henry Scriven püspök tette, aki ük-ükunokája Joseph Scriven-nek. Joseph-nek két öccse és egy húga volt—George 1821-ben, John 1823-ban, Catherine Anne Mary, pedig 1825-ben született.

## A populáris kultúrában
Lukas Média LLC egy egész estés dokumentumfilmet adott ki "Barátok Jézusban, Cecil Frances Alexander és Joseph Scriven történetei és himnuszai" címmel 2011-ben. A 45 perces dokumentumfilm részletesen mutatja be Joseph M. Scriven életét és hatását a modern keresztyén énekekre.

## Fordítás
- Ez a szócikk részben vagy egészben  a   Joseph_M._Scriven című angol Wikipédia-szócikk ezen változatának fordításán alapul.  Az eredeti cikk szerkesztőit annak laptörténete sorolja fel. Ez a jelzés csupán a megfogalmazás eredetét és a szerzői jogokat jelzi, nem szolgál a cikkben szereplő információk forrásmegjelöléseként.